# 갑천초등학교 금성분교
갑천초등학교 금성분교는 대한민국 강원도 횡성군 갑천면에 있었던 공립 초등학교이다.

## 학교 연혁
- 1936년 7월 25일: 갑천공립보통학교 부설 상대간이학교 설립 인가
- 1943년 4월 30일: 하대공립국민학교 승격 인가
- 1995년 3월 1일: 갑천초등학교 금성분교장으로 개편
- 2018년 2월 28일: 폐교[2]

## 참고 자료
- 갑천초등학교금성분교장 - 한국교육학술정보원 학교알리미